# Сказка (рассказ)
«Сказка» — рассказ В. В. Набокова, написанный им в Берлине в мае или начале июня 1926 года. В том же году опубликован в эмигрантской газете «Руль» (27, 29 июня). В 1929 году вышел в составе сборника рассказов «Возвращение Чорба». В рассказе описывается встреча героя с дьяволом, который предлагает предоставить в его распоряжение всех женщин, которых выберет герой за определённое время, при этом их число должно быть нечётным.

## Сюжет
Действие происходит в Берлине 1920-х годов. Эрвин, робкий молодой человек с богатой фантазией, любил мысленно «набирать гарем» из понравившихся ему на улице женщин, наблюдая их из окна трамвая по дороге на службу и обратно. Однажды майским вечером в субботу к Эрвину в кафе подсела высокая пожилая дама, которая оказалась чёртом во временном обличье госпожи Отт. Зная мысли Эрвина о женщинах, она сделала ему следующее предложение: на следующий день с полудня до полуночи Эрвин может мысленно выбирать взглядом всех понравившихся женщин, и все они поступят в его распоряжение. За это чёрт не требует душу Эрвина: все свои дела в текущем воплощении он завершил, и с понедельника возродится в новом теле. Однако чёрт поставил условие, что избранниц Эрвина должно быть нечётное число, иначе сделка не состоится.
В воскресенье после полудня Эрвин вышел из дома и принялся выбирать. Первой стала девушка в белом платье, игравшая со щенком, вскоре число избранниц составило пять. В трамвае Эрвин вновь встретил госпожу Отт, которая посоветовала ему остановиться на этой цифре и сказала, что к полуночи все избранницы будут собраны на вилле по адресу улица Гофмана, 13. Однако и после этого Эрвин продолжил отбирать женщин и набрал одиннадцать. Когда до полуночи оставался час, но до улицы Гофмана было ещё далеко идти, он встретил на улице знаменитого поэта, «высокого старика в смокинге» в компании девочки лет четырнадцати, и выбрал эту девочку. Для нечётного числа ему была нужна тринадцатая женщина, при этом уже стемнело и улица была безлюдна. Лишь одна женщина шла по улице, и Эрвин то обгонял её, то позволял ей обогнать его, не решаясь взглянуть ей в лицо. Наконец, когда она дошла до своей калитки, Эрвин понял, что это та самая девушка, которую он отобрал первой. У дома 13 в автомобиле он увидел госпожу Отт, которая признала, что Эрвин не выполнил условие, поскольку «тринадцатая оказалась первой».

## Критика
По словам Брайана Бойда, рассказ «сочетает чистую фантастику и психологическую детализацию, форму сказки и реалистическую тему полового влечения», при этом «своей занимательностью этот рассказ — явно гофманианский, с отголосками толстовского „Много ли человеку земли нужно?“». Как и ряд других произведения Набокова, рассказ посвящён разрыву между желанием человека и реальностью, а также опасностям, связанным с попыткой преодоления этого разрыва.
Исследователи проводили параллели между рассказом и такими произведениями Набокова, как повесть «Волшебник» 1939 года и роман «Лолита» 1955 года. Все три произведения объединяет, в частности, интерес героя к девочке: в «Сказке» этот интерес в конечном итоге не даёт осуществиться его мечтам. В качестве важного «претекста» рассказа называлась также сказка «Спящая красавица». В «Сказке» отражены такие общие со сказкой братьев Гримм мотивы, как частое упоминание роз и других цветов, представление дьявола в образе женщины, фантазия о заколдованной девушке, ключевое различие между числами 12 и 13.
В рассказе можно найти влияние Гоголя: так, Эрвин преследует последнюю девушку аналогично тому, как шёл за девушкой герой «Невского проспекта» Пискарёв. Имя Гофмана упоминается непосредственно в тексте и дано улице, на которой жила госпожа Отт. Отмечались также образные параллели между рассказом и повестью Куприна «Звезда Соломона», в том числе трамвай, связанный с чертовщиной, глаза чёрта, похожие на драгоценные камни, число 13.
В английском переводе рассказа госпожа Отт названа Frau Monde, что вызывает целый ряд аллюзий: Monde можно прочитать как Demon с перестановкой слогов, либо как немецкое слово «луна» или французское «мир»; также можно найти ассоциацию со словом Monday «понедельник».
Сам Набоков в 1970-е годы, когда он совместно с сыном перевёл рассказ на английский язык («A Nursery Tale»), отзывался о нём неодобрительно, как о наспех написанном и слишком искусственном произведении, в котором захватывающий сюжет преобладает над образностью и хорошим вкусом.

## Экранизации
- В 1991 году на экраны вышел советский фильм Елены Николаевой «Сексказка» — мистическая мелодрама по мотивам рассказа с Людмилой Гурченко в главной роли.
- Также по мотивам рассказа снят короткометражный фильм «Сказка» 2013 года, студенческая работа студентки ВГИК Татьяны Астаповой.